# Teenage Angst (film)
Teenage Angst è un film del 2008 diretto da Thomas Stuber.

## Trama
Quattro studenti di un collegio d'élite si riuniscono in gruppo per andare ad ubriacarsi e festeggiare di nascosto dopo la scuola. Sempre alla ricerca di nuove sfide, essi elaborano una serie di giochi che col passare del tempo diventano sempre più violenti e pericolosi.
Durante questi gesti di violenza a farne le spese è soprattutto il più debole del gruppo, Leibnitz. Il ragazzo, per paura di perdere la loro amicizia e di venire cacciato dal gruppo, non si ribella a questi atti di violenza e subisce in silenzio la cosa.

## Premi
- 2008 - Festival internazionale del cinema di Berlino
  - Femina Film Prize - Menzione speciale a Isabelle Baumgartner per i costumi
  - Nomination DIALOGUE en Perspective a Thomas Stuber
- 2008 - German Camera Award
  - Miglior montaggio a Philipp Thomas
- 2008 - German Film Critics Award
  - Nomination Miglior debutto cinematografico a Thomas Stuber